# تزارت
تزارت (به فرانسوی: Tazart) یک شهرک در مراکش است که در استان حوز واقع شده‌است. تزارت ۱۴٬۵۸۳ نفر جمعیت دارد.